# Imiesłów przysłówkowy współczesny
Uzasadnienie:  informacje zawarte w tym artykule dotyczą również innych imiesłowów w języku polskim.
Imiesłów przysłówkowy współczesny – bezosobowa forma czasownika wyrażająca czynność trwającą równocześnie z inną czynnością. W języku polskim końcówką takiego imiesłowu jest -ąc (np. robiąc, pisząc, jedząc).

## Przykłady w kontekście
- Zmywając naczynia, słuchała radia. (jednocześnie zmywała naczynia i słuchała radia)
- Czytając gazetę, znalazłam ogłoszenie o sprzedaży samochodu. (znalazłam ogłoszenie podczas czytania)

W zdaniach złożonych z użyciem imiesłowu przysłówkowego współczesnego należy zwrócić uwagę, że wykonawca czynności musi być wskazany w dalszej części tego zdania – innymi słowy podmiot w zdaniu pojedynczym i imiesłowowym równoważniku zdania musi być ten sam:
- [Ona] Zmywając naczynia, [ona] słuchała radia.
- [Ja] Czytając gazetę, [ja] znalazłam ogłoszenie o sprzedaży samochodu.

Często jednak dochodzi do formułowania wypowiedzi zwanych anakolutycznymi.

## Błędy anakolutyczne
Przykłady anakolutów z imiesłowem przysłówkowym współczesnym:
- Idąc do pracy, miał miejsce wypadek. Sugeruje to, że wypadek szedł do pracy.
- Pisząc artykuł do Wikipedii, zadzwonił telefon. Sugeruje to, że telefon pisał artykuł do Wikipedii.

W przypadku braku tożsamości podmiotów w obu członach należy użyć formy osobowej zamiast imiesłowu albo uzgodnić podmiot imiesłowu i orzeczenia (zmieniając orzeczenie). Powinno więc być, odpowiednio:

albo
- Gdy [ja] szedłem do pracy, miał miejsce wypadek. (forma osobowa)

albo
- [Ja] Idąc do pracy, [ja] widziałem wypadek. (uzgodnienie podmiotu)

i albo
- Gdy [ja] pisałem artykuł do Wikipedii, zadzwonił telefon. (forma osobowa)

albo
- [Ja] Pisząc artykuł do Wikipedii, [ja] usłyszałem dzwoniący telefon. (uzgodnienie podmiotu)